# هلکاما
هلکاما (انگلیسی: Helkama) شرکت خوشه‌ای فنلاندی است، که در سال ۱۹۰۵ تأسیس شد.